# ارين ر. سميث
ارين ر. سميث (بالإنجليزية: Warren R. Smith)‏ هو سياسي أمريكي، ولد في 20 يوليو 1889، وتوفي في 4 ديسمبر 1957.